# Normichthys herringi
Normichthys herringi is een  straalvinnige vissensoort uit de familie van glaskopvissen (Platytroctidae). De wetenschappelijke naam van de soort is voor het eerst geldig gepubliceerd in 2001 door Sazonov & Merrett.
De soort staat op de Rode Lijst van de IUCN als Onzeker, beoordelingsjaar 2009.